# わたくしだから
『わたくしだから』は筋肉少女帯のボーカル、大槻ケンヂのソロアルバムである。

## 解説
大槻ケンヂによる3枚目のソロアルバムであり、大槻ケンヂ自身が歌詞を提供した様々なアーティストの楽曲のカバーおよびセルフカバーを中心とした内容である。

## 収録曲
1. 生きてあげようかな
（作詞：大槻ケンヂ 作曲：本城聡章＆KingShow）
筋肉少女帯の曲のセルフカバー。
2. プカプカ
（作詞・作曲：象狂象 ）
ザ・ディランⅡのカバー
3. ダレダレのブギ
（作詞：大槻ケンヂ 作曲：山崎ハコ）
裕木奈江提供曲のセルフカバー。
4. 海千山千
（作詞：杉作J太郎 作曲：マディ上原）
5. 天使
（作詞：大槻ケンヂ 作曲：大槻ケンヂ）
6. クレーター（食事のお礼）
（作詞：大槻ケンヂ 作曲：イソリン）
有機生命体提供曲のセルフカバー。
7. おねむ派宣言ZZZ...
（作詞：大槻ケンヂ 作曲：コモエスタ八重樫＋白井良明）
細川ふみえ提供曲のセルフカバー。
8. 恋人よ逃げよう世界はこわれたおもちゃだから！
（作詞：大槻ケンヂ 作曲：内田雄一郎）
山瀬まみ提供曲のセルフカバー。